# Kulikowka (obwód lipiecki)
Kulikowka (ros. Куликовка) – wieś (ros. деревня, trb. dieriewnia) w zachodniej Rosji, w sielsowiecie wierchnieczesnoczeńskim rejonu wołowskiego w obwodzie lipieckim.

## Geografia
Miejscowość położona jest w dorzeczu rzeki Ołym, 5 km od centrum administracyjnego sielsowietu wierchnieczesnoczeńskiego (Niżnieje Czesnocznoje), 12,5 km od centrum administracyjnego rejonu (Wołowo), 134 km od stolicy obwodu (Lipieck).
W granicach miejscowości znajdują się ulice Dimitrowa i Parkowaja.

## Demografia
W 2012 r. miejscowość zamieszkiwało 100 osób.